# Valfångare
Valfångare är en svensk dramafilm från 1939 i regi av Anders Henrikson och Tancred Ibsen.

## Handling
Den norske skeppsredaren Jensens dotter Sonja är ute och roar sig med den svenske löjtnanten Allan Blom. Blom har lämnat det militära bakom sig och fördriver tiden på sin far oljedirektören Bloms kontor, samt lever ett playboyliv. Men nu har unge herr Blom förälskat sig i Sonja, på allvar. Det har också Olav Lykke som är styrman på ett norskt valfångstskeppet, Kosmos II, som förbereds på att fara till Södra Ishavet för valfångst. 
Lykke är svartsjuk och när Sonja meddelar honom att hon inte hinner träffa honom under kvällen, den sista kvällen innan Kosmos II reser, så kokar han över. Anledningen till det är att hennes far skeppsredaren håller middag för direktör Blom med son. Lykke vill hämnas på sin rival.
Under middagen uppvaktar Allan Sonja, men hon ger honom inte mycket respons. Han undrar om hon inte tycker om honom, lite? Så säg det då. Senare under kvällen dyker Allan upp på en hamnkrog, och stöter där på Lykke, som han inte känner. Lykke lurar med sig honom och direktör Bloms betjänt Nilsson ombord på Kosmos II. Där super han dem under bordet och låser in dem i en hytt varefter Kosmos II går till sjöss. De två är nu i Lykkes våld, han har dessutom tagit deras identitetshandlingar, Allan kallar sig istället för Axel Berg. Det blir en ständig kamp mellan Lykke och Blom, medan Sonja går hemma och oroar sig för Allan. Hon kanske tycker om honom lite ändå?

## Om filmen
Filmen premiärvisades den 23 oktober 1939 på biograf Saga i Sala. Som förlaga hade man en idé av Tancred Ibsen. Inspelningen av filmen skedde med ateljéfilmning i Filmstaden Råsunda av Martin Bodin och med exteriörer från Sandefjord Norge och Södra Ishavet av Julius Jaenzon. 
Vid filmningen i Södra Ishavet användes ett valkokeri.  
Valfångare tävlade i filmfestivalen i Venedig 1939.

## Roller i urval
- Allan Bohlin - Allan Blom, löjtnant, kallar sig Axel Berg
- Tutta Rolf - Sonja Jensen
- Oscar Egede-Nissen - Olav Lykke, styrman
- Hauk Aabel - Jensen senior, Sonjas far, skeppsredare
- Karl Holter - kapten på Kosmos II
- Artur Rolén - Nisse Nilsson, Bloms betjänt
- Erik Berglund - direktör Evert Blom, Allans far, chef för Oljefabrikerna
- Arthur Barking - Store-Knut, besättningsman
- Georg Løkkeberg - norsk löjtnant
- Lilleba Bouchette - Solveig, Sonjas väninna
- Torsten Hillberg - Jonas, skeppare på en valfångsbåt
- Johan Hauge - prästen
- Carl-Gunnar Wingård - kocken
- Titus Vibe-Müller - Jensen junior
- Gunnar Höglund - Lille-Knut, Store-Knuts son
- Arthur Fischer - Leif, besättningsman
- Magnus Kesster - Alfred, besättningsman
- Tord Holter	- telegrafist på Kosmos II
- Gunnar Sjöberg - Tore, besättningsman
- Einar Fagstad -  stewarden
- Bertil Berglund - besättningsman med förfrusna händer
- Knut Pehrson	- maskinist på valfångstbåten
- Axel Lindberg - skeppsläkaren
- Eric von Gegerfelt	- gäst på Jensens fest
- Richard Lund	- gäst på Jensens fest
- Yngwe Nyquist - gäst på Jensens fest
- Oscar Åberg - gäst på Jensens fest
- Karin Nordgren - gäst på Jensens fest
- Britta Larsson	- gäst på Jensens fest
- Knut Lambert	- gäst på Jensens fest
- Gottfrid Holde - besättningsman i matsalen
- Tor Wallén - besättningsman
- Folke Algotsson - besättningsman

## Musik i filmen
- Härlig är jorden, dansk text Bernhard Severin Ingemann, svensk text Cecilia Bååth-Holmberg